# Párizsi-medence
A Párizsi-medence (franciául: le Bassin parisien) Franciaország egyik nagytája, az ország területének mintegy negyedrészét foglalja el. 
Földrajzilag hozzá tartozó vidékek:
- Párizs közvetlen környéke
- az Île-de-France
- Champagne

A Párizsi-medence hatalmas földdarab, északról és keletről az Ardennek és a Vogézek, délről a Közép-franciaországi fennsík, nyugatról pedig a Bretagne-félsziget határolja.
A Párizsi-medence részei: 
- Párizs: az ország politikai és gazdasági, közigazgatási és kulturális központja. Közelében nagyvárosok nem alakulhattak ki, a tőle délre eső félkörben romantikus erdőket találunk, melyek évszázadok óta szinte eredeti állapotukban maradtak fenn.
- A Loire völgye: Párizstól délre fekszik. A középkorban előbb apátságok, aztán kastélyok emelkedtek a folyók partjain.
- Champagne: valaha ez a vidék volt a francia vasipar bölcsője. Míg "száraz Champagne" – a pezsgő és Victor Hugo hazája, addig "nedves Champagne" – a kis tavak vidéke. A környék központja: Reims, a koronázóváros.